# Neurothemis fluctuans
Neurothemis fluctuans е вид водно конче от семейство Libellulidae. Видът не е застрашен от изчезване.

## Разпространение
Разпространен е в Бангладеш, Бруней, Бутан, Виетнам, Индия (Андамански острови, Асам, Мизорам и Никобарски острови), Индонезия (Калимантан, Суматра и Ява), Камбоджа, Лаос, Малайзия (Западна Малайзия, Сабах и Саравак), Мианмар, Сингапур, Тайланд и Филипини.

## Описание
Популацията на вида е стабилна.